# Triangle Film Corporation
Triangle Film Corporation (Триэ́нгл Фи́лм Корпорэ́йшен) — в прошлом крупная американская киностудия, основанная летом 1915 года в Калвер-Сити, штат Калифорния, основанная на создании и распространении фильмов таких кинематографистов как Дэвид Гриффит, Томас Инс и Мак Сеннет.
К 1917 году компания потеряла всех троих своих основных работников. Triangle Film Corporation постепенно уменьшилась, а в 1918 студия была продана. Продюсер Сэмюэл Голдвин купил её для слияния с Goldwyn Pictures, которая в свою очередь влилась в корпорацию Metro-Goldwyn-Mayer.

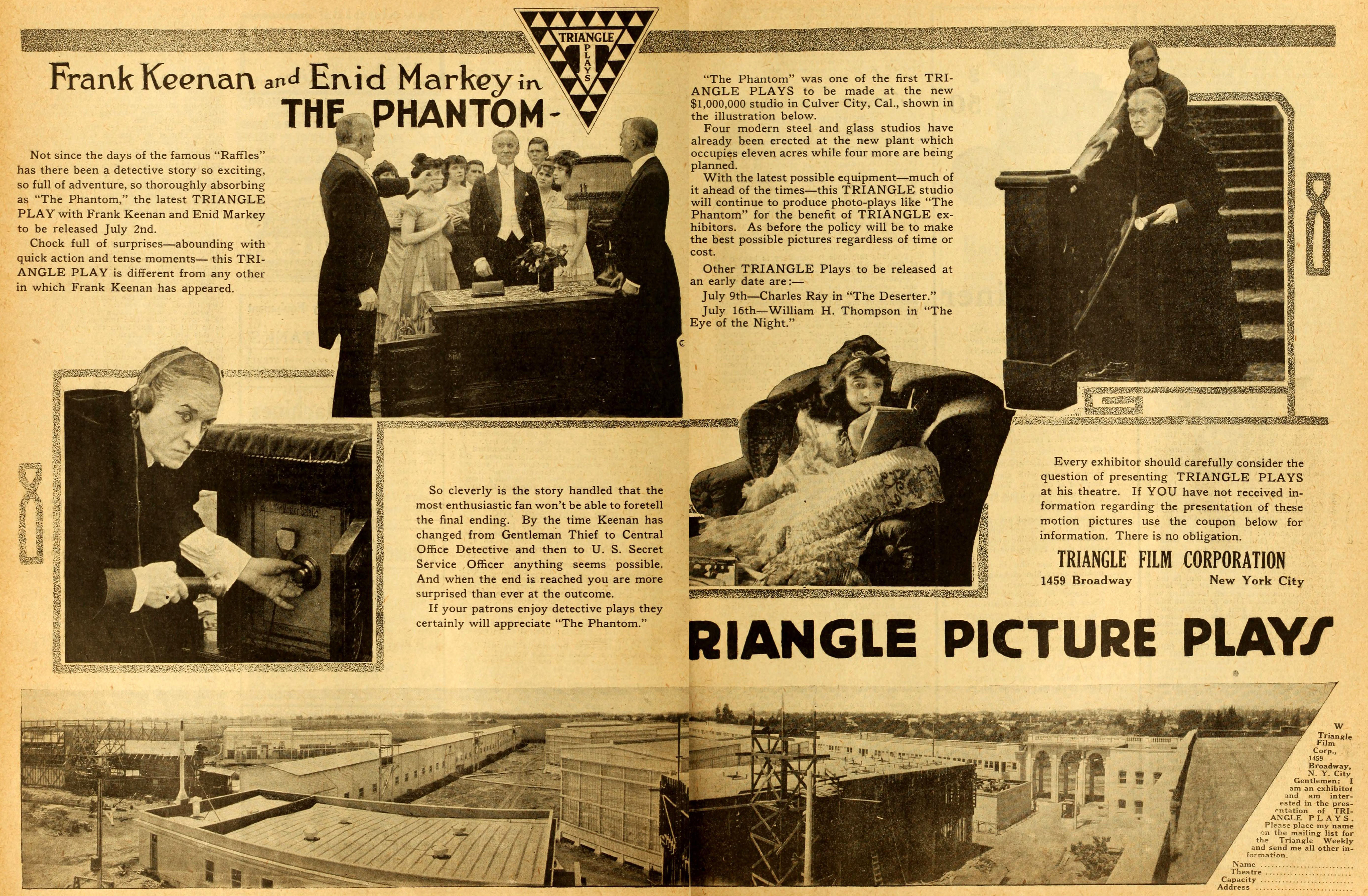
The Phantom (1916)
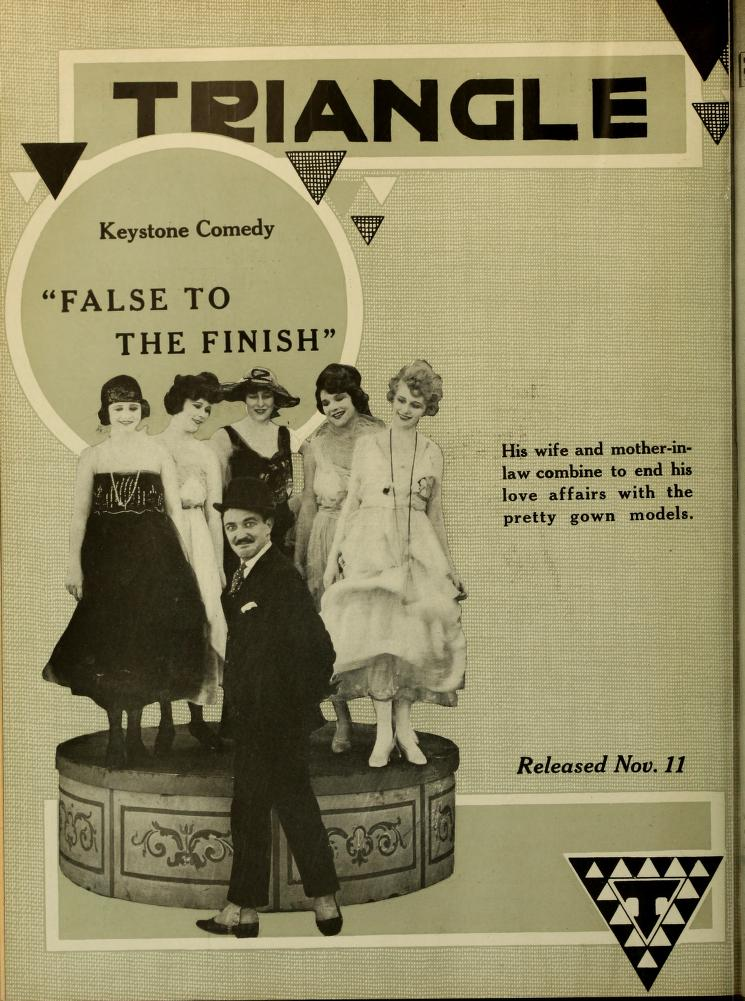
False to the Finnish (1917)
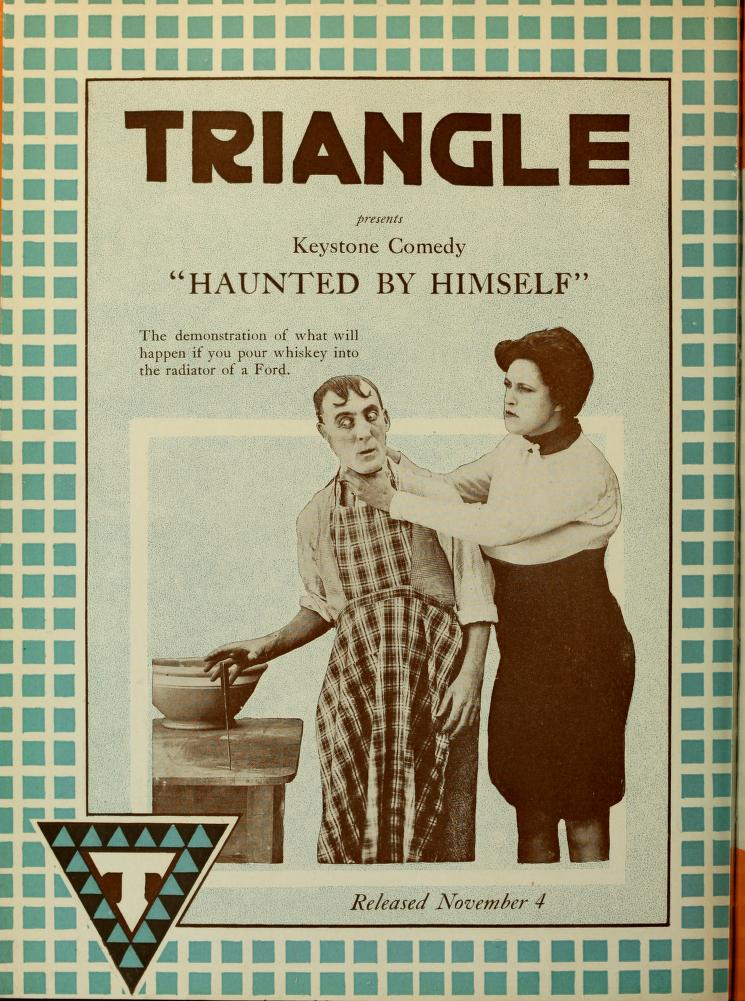
Haunted by Himself (1917)
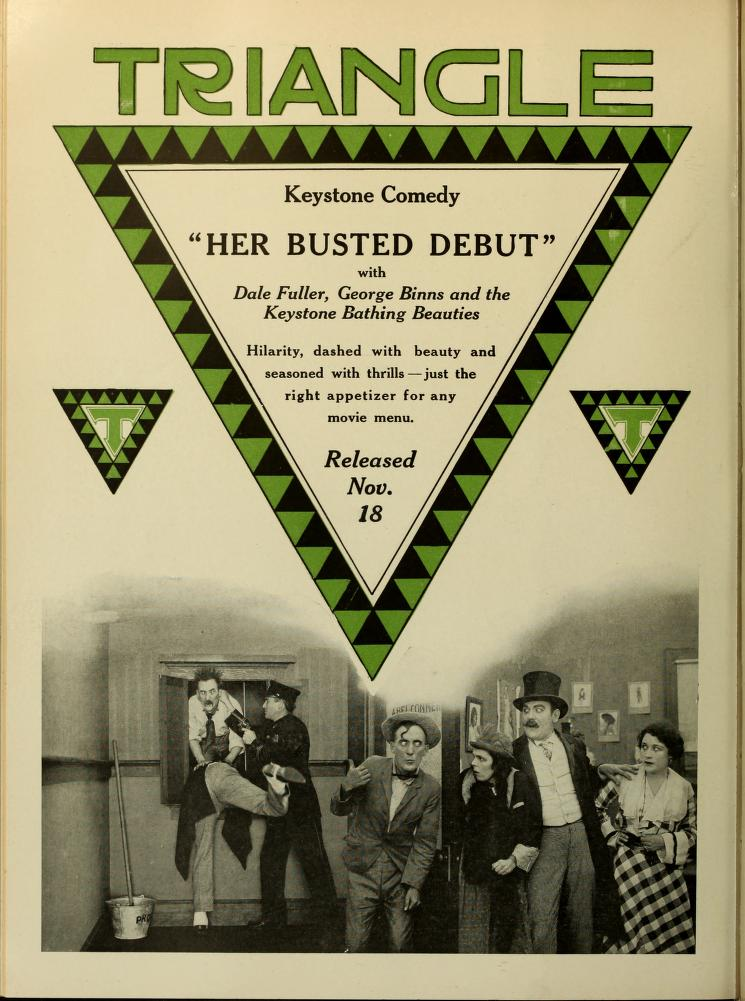
Her Busted Debut (1917)
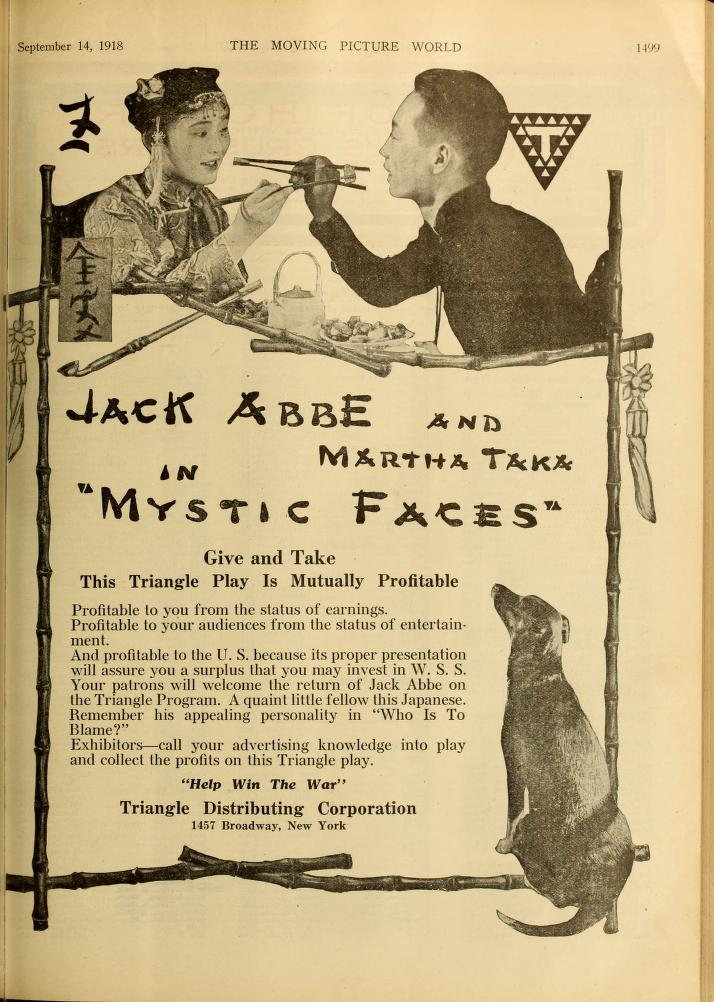
Mystic Faces (1918)
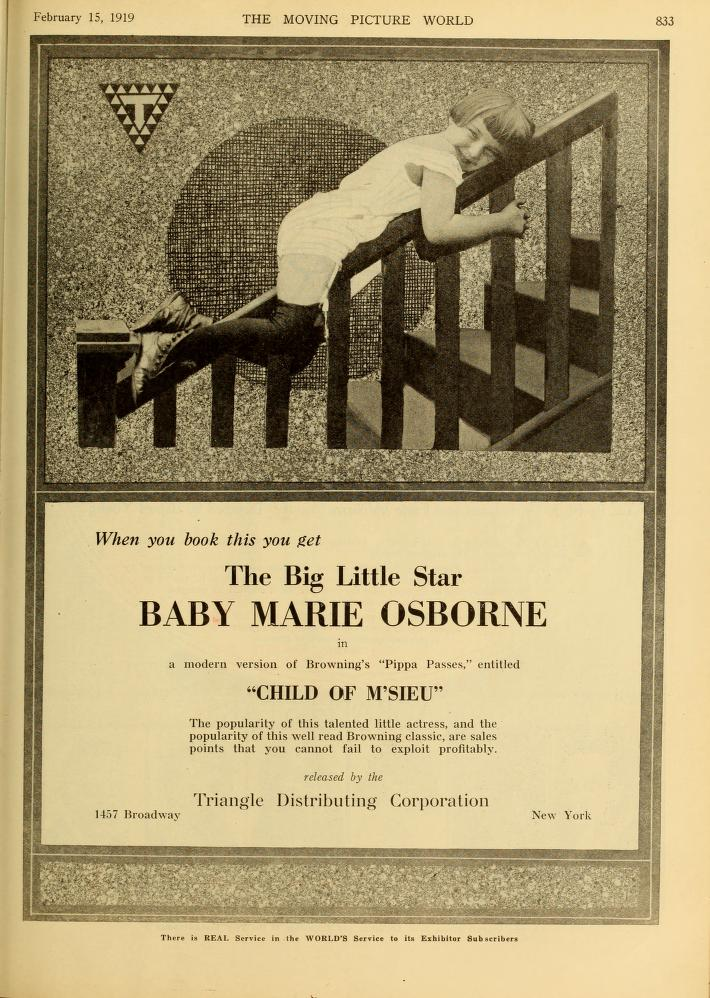
Child of M'sieu (1919)